# Canton de Saint-Paulien
Le canton de Saint-Paulien est une circonscription électorale française située dans le département de la Haute-Loire et la région Auvergne-Rhône-Alpes.

## Histoire
Le canton de Saint-Paulien a été créé au XIXe siècle.
Un nouveau découpage territorial de la Haute-Loire entre en vigueur à l'occasion des élections départementales de 2015. Il est défini par le décret du 17 février 2014, en application des lois du 17 mai 2013 (loi organique 2013-402 et loi 2013-403). Les conseillers départementaux sont, à compter de ces élections, élus au scrutin majoritaire binominal mixte. Les électeurs de chaque canton élisent au Conseil départemental, nouvelle appellation du Conseil général, deux membres de sexe différent, qui se présentent en binôme de candidats. Les conseillers départementaux sont élus pour 6 ans au scrutin binominal majoritaire à deux tours, l'accès au second tour nécessitant 12,5 % des inscrits au 1er tour. En outre la totalité des conseillers départementaux est renouvelée. Ce nouveau mode de scrutin nécessite un redécoupage des cantons dont le nombre est divisé par deux avec arrondi à l'unité impaire supérieure si ce nombre n'est pas entier impair, assorti de conditions de seuils minimaux. Dans la Haute-Loire, le nombre de cantons passe ainsi de 35 à 19.
Le canton de Saint-Paulien est agrandi et passe de 7 à 19 communes, puis 18 après la fusion de Saint-Didier-d'Allier et Saint-Privat-d'Allier. Il est entièrement inclus dans l'arrondissement du Puy-en-Velay. Le bureau centralisateur est situé à Saint-Paulien.

## Représentation

### Conseillers généraux de 1833 à 2015
| Période | Période | Identité                                          | Étiquette       | Qualité |
| ------- | ------- | ------------------------------------------------- | --------------- | --- |
| 1833    | 1864    | Amable Alexis Armand                              |                 | Juge de paix, notaire, maire de Saint-Paulien                                                                                                |
| 1864    | 1886    | Paul Philip                                       | Droite          | Notaire, ancien maire de Saint-Paulien |
| 1886    | 1898    | Auguste Bonnefoux                                 | Républicain     | Maire de Saint-Paulien, conseiller d'arrondissement                                                                                          |
| 1898    | 1904    | Valentin Robert                                   | Républicain     | Président du conseil d'administration de la Caisse de prévoyance et de secours                                                               |
| 1904    | 1940    | Claude Bonnefoux (fils d'A.Bonnefoux) (1868-1956) | RG              | Propriétaire Président de la Chambre d'agriculture de Haute-Loire Maire de Saint-Paulien (1901-1941), conseiller d'arrondissement            |
|         |         |                                                   |                 | |
| 1945    | 1949    | Claude Bonnefoux                                  | Rad.            | Maire de Saint-Paulien (1901-1941 et 1944-1947)                                                                                              |
| 1949    | 1967    | Jean Deshors                                      | CNIP            | Agriculteur - Député (1945-1962) Maire de Blanzac (1933-1953)                                                                                |
| 1967    | 1979    | Joseph Berthold (1923-1984)                       | UDR             | Maire de Saint-Paulien (1965-1983) |
| 1979    | 2015    | Jean Boyer                                        | UDF puis UDI-NC | Agriculteur sénateur de la Haute-Loire (2001-2014) vice-président du Conseil général Ancien conseiller régional Maire de Blanzac (1971-1995) |

### Conseillers d'arrondissement (de 1833 à 1940)
| Période                                  | Période      | Identité                   | Étiquette   | Qualité |
| ---------------------------------------- | ------------ | -------------------------- | ----------- | --- |
| 1833                                     | 1845         | M. Reynaud-Aymard          |             | Propriétaire, commandant de la Garde nationale du Puy                                                       |
| 1845                                     | 1848         | M. Reynaud ainé            |             | Propriétaire au Puy                                                                                         |
|                                          |              |                            |             | |
| 1883                                     | 1886         | Auguste Bonnefoux          | Républicain | Maire de Saint-Paulien                                                                                      |
|                                          |              |                            |             | |
| av.1895                                  | 1896 (décès) | Jean-Pierre Berbigier      | Républicain | Négociant au Puy                                                                                            |
| 1896                                     | 1904         | Claude Bonnefoux           | RG          | Propriétaire, négociant, maire de Saint-Paulien                                                             |
|                                          |              |                            |             | |
| 1907                                     | 1937         | Mathieu Perrin (1868-1945) | Républicain | Propriétaire, maire de Saint-Vincent                                                                        |
| 1937                                     | 1940         | Jean-Mathieu Cortial       | PSF         | Propriétaire à Saint-Paulien                                                                                |
| 1940                                     |              |                            |             | Les conseils d'arrondissement ont été suspendus par la loi du 12 octobre 1940 et n'ont jamais été réactivés |
| Les données manquantes sont à compléter. |              |                            |             | |

### Conseillers départementaux à partir de 2015
| Période élective | Période élective | Mandat | Mandat                   | Identité             | Nuance | Nuance | Qualité |
| ---------------- | ---------------- | ------ | ------------------------ | -------------------- | ------ | ------ | --- |
| 2015             | 2021             | 2015   | octobre 2018 (démission) | Michel Joubert       |        | UDI    | Maire de Chaspuzac (depuis 1977) Président de la Communauté d'Agglomération du Puy Vice-président du Conseil départemental chargé des finances |
| 2015             | 2021             | 2015   | 2021                     | Marie-Pierre Vincent |        | UDI    | Pharmacienne Adjointe au maire de Saint-Paulien, puis maire depuis 2020                                                                        |
| 2015             | 2021             | 2018   | 2021                     | Jean-Marc Boyer      |        | UDI    | Permanent politique Maire de Blanzac |
| 2021             | 2028             | 2021   | en cours                 | Jean-Marc Boyer      |        | DVC    | Attaché parlementaire du sénateur Olivier Cigolotti                                                                                            |
| 2021             | 2028             | 2021   | en cours                 | Marie-Pierre Vincent |        | UDI    | Conseillère sortante |

### Résultats détaillés

#### Élections de mars 2015
À l'issue du 1er tour des élections départementales de 2015, trois binômes sont en ballotage : Michel Joubert et Marie-Pierre Vincent (Union de la Droite, 48,48 %), Édouard Crozier et Véronique Gathercole (FN, 26,38 %) et Laurent Barbalat et Odile Maurel (DVG, 25,14 %). Le taux de participation est de 59,55 % (4 731 votants sur 7 945 inscrits) contre 53,67 % au niveau départemental et 50,17 % au niveau national.
Au second tour, Michel Joubert et Marie-Pierre Vincent (Union de la Droite) sont élus avec 48,62 % des suffrages exprimés et un taux de participation de 61,77 % (2 216 voix pour 4 908 votants et 7 945 inscrits).

#### Élections de juin 2021
Le premier tour des élections départementales de 2021 est marqué par un très faible taux de participation (33,26 % au niveau national). Dans le canton de Saint-Paulien, ce taux de participation est de 44,92 % (3 707 votants sur 8 252 inscrits) contre 40,17 % au niveau départemental. À l'issue de ce premier tour,  le binôme constitué de Jean-Marc Boyer et Marie-Pierre Vincent (DVC , 100 %), est élu avec 100 % des suffrages exprimés.

## Composition

### Composition avant 2015
Le canton de Saint-Paulien regroupait 7 communes.
| Nom                             | Code Insee | Codepostal | Superficie (km2) | Population (dernière pop. légale) | Densité (hab./km2) |
| ------------------------------- | ---------- | ---------- | ---------------- | --------------------------------- | ------------------ |
| Saint-Paulien (chef-lieu)       | 43216      | 43350      | 40,63            | 2 411 (2012)                      | 59                 |
| Blanzac                         | 43030      | 43350      | 8,62             | 327 (2012)                        | 38                 |
| Borne                           | 43036      | 43350      | 5,48             | 424 (2012)                        | 77                 |
| Lavoûte-sur-Loire               | 43119      | 43800      | 10,16            | 830 (2012)                        | 82                 |
| Lissac                          | 43122      | 43350      | 12,03            | 264 (2012)                        | 22                 |
| Saint-Geneys-près-Saint-Paulien | 43187      | 43350      | 16,49            | 305 (2012)                        | 18                 |
| Saint-Vincent                   | 43230      | 43800      | 20,40            | 977 (2012)                        | 48                 |

### Composition depuis 2015
Le canton de Saint-Paulien comprend désormais dix-huit communes.
| Nom                                   | Code Insee | Intercommunalité   | Superficie (km2) | Population (dernière pop. légale) | Densité (hab./km2) | Modifier                                    |
| ------------------------------------- | ---------- | ------------------ | ---------------- | --------------------------------- | ------------------ | ------------------------------------------- |
| Saint-Paulien (bureau centralisateur) | 43216      | CA du Puy-en-Velay | 40,63            | 2 419 (2022)                      | 60                 | modifier les données · modifier les données |
| Bellevue-la-Montagne                  | 43026      | CA du Puy-en-Velay | 32,74            | 448 (2022)                        | 14                 | modifier les données · modifier les données |
| Blanzac                               | 43030      | CA du Puy-en-Velay | 8,62             | 450 (2022)                        | 52                 | modifier les données · modifier les données |
| Borne                                 | 43036      | CA du Puy-en-Velay | 5,48             | 405 (2022)                        | 74                 | modifier les données · modifier les données |
| Céaux-d'Allègre                       | 43043      | CA du Puy-en-Velay | 32,41            | 484 (2022)                        | 15                 | modifier les données · modifier les données |
| Chaspuzac                             | 43062      | CA du Puy-en-Velay | 9,77             | 849 (2022)                        | 87                 | modifier les données · modifier les données |
| Fix-Saint-Geneys                      | 43095      | CA du Puy-en-Velay | 7,91             | 141 (2022)                        | 18                 | modifier les données · modifier les données |
| Lissac                                | 43122      | CA du Puy-en-Velay | 12,03            | 293 (2022)                        | 24                 | modifier les données · modifier les données |
| Loudes                                | 43124      | CA du Puy-en-Velay | 24,33            | 947 (2022)                        | 39                 | modifier les données · modifier les données |
| Saint-Geneys-près-Saint-Paulien       | 43187      | CA du Puy-en-Velay | 16,49            | 319 (2022)                        | 19                 | modifier les données · modifier les données |
| Saint-Jean-de-Nay                     | 43197      | CA du Puy-en-Velay | 28,26            | 338 (2022)                        | 12                 | modifier les données · modifier les données |
| Saint-Privat-d'Allier                 | 43221      | CA du Puy-en-Velay | 37,67            | 397 (2022)                        | 11                 | modifier les données · modifier les données |
| Saint-Vidal                           | 43229      | CA du Puy-en-Velay | 7,71             | 609 (2022)                        | 79                 | modifier les données · modifier les données |
| Sanssac-l'Église                      | 43233      | CA du Puy-en-Velay | 15,28            | 1 078 (2022)                      | 71                 | modifier les données · modifier les données |
| Vazeilles-Limandre                    | 43254      | CA du Puy-en-Velay | 11,72            | 265 (2022)                        | 23                 | modifier les données · modifier les données |
| Vergezac                              | 43257      | CA du Puy-en-Velay | 20,31            | 470 (2022)                        | 23                 | modifier les données · modifier les données |
| Vernassal                             | 43259      | CA du Puy-en-Velay | 19,23            | 363 (2022)                        | 19                 | modifier les données · modifier les données |
| Le Vernet                             | 43260      | CA du Puy-en-Velay | 3,82             | 22 (2022)                         | 5,8                | modifier les données · modifier les données |
| Canton de Saint-Paulien               | 4316       |                    | 334,41           | 10 297 (2022)                     | 31                 | modifier les données                        |

## Démographie

### Démographie avant 2015
| 1962  | 1968  | 1975  | 1982  | 1990  | 1999  | 2006  | 2011  | 2012  |
| ----- | ----- | ----- | ----- | ----- | ----- | ----- | ----- | ----- |
| 4 293 | 4 039 | 3 852 | 4 150 | 4 346 | 4 542 | 5 090 | 5 481 | 5 538 |

### Démographie depuis 2015
En 2022, le canton comptait 10 297 habitants, en évolution de +1,85 % par rapport à 2016 (Haute-Loire : +0,36 %, France hors Mayotte : +2,11 %).
| 2013  | 2018   | 2022   |
| ----- | ------ | ------ |
| 9 956 | 10 180 | 10 297 |